# Никоян, Ашот Аганикович
Ашо́т Агани́кович Никоя́н (арм. Աշոտ Աղանիկի Նիկոյան; 1912—1996) — армянский советский комбайнёр, передовик сельскохозяйственного производства. Герой Социалистического Труда (1952).

## Биография
Ашот Аганикович Никоян родился в 1912 году в селе Цпни Карсской области Российской империи. Во время армяно-турецкой войны 1920 года его семья переселилась в село Арег, вошедшее в состав Талинского района Армянской ССР (ныне в Арагацотнской области Республики Армения). С раннего возраста Никоян, помогая родителям, занимался батрачеством в Талинском и Октемберянском районах. С 1932 года семья Никоянов работала в колхозе села Арег.
С 1935 года по 1936 год Ашот Никоян учился на курсах механизаторов сельского хозяйства в Ереване. После получения профессионального образования начал работать трактористом в новообразованной Талинской машинно-тракторной станции (МТС). В 1939 году вступил в ряды ВКП(б)/КПСС. Во время Великой Отечественной войны Никояну удалось добиться высоких результатов в сборе урожаев зерновых культур, за что в 1944 году он был награждён орденом Ленина.
В послевоенное время Ашот Аганикович был назначен комбайнёром и бригадиром тракторной бригады Талинской МТС. Он стал одним из организаторов социалистического соревнования комбайнёров в республике. За свои трудовые достижения в 1951 году был награждён орденом Трудового Красного Знамени. На комбайне «Сталинец-6» бригадир Никоян за 25 рабочих дней намолотил 11 162 центнера зерновых культур.
Указом Президиума Верховного Совета СССР от 5 августа 1952 года «за получение высоких урожаев табака и достижение высоких показателей на уборке и обмолоте зерновых культур и семян трав в 1951 году при выполнении колхозами обязательных поставок и контрактации сельскохозяйственной продукции, натуроплаты за работу МТС и обеспеченности семенами всех культур для весеннего сева 1952 года» Ашоту Аганиковичу Никояну было присвоено звание Героя Социалистического Труда с вручением ордена Ленина и золотой медали «Серп и Молот».
В последующие годы Ашот Никоян несколько раз участвовал во Всесоюзной сельскохозяйственной выставке, где был отмечен малой золотой медалью и автомобилем «Победа». В 1958 году, после расформирования машинно-тракторных станций, Никоян был назначен бригадиром тракторной бригады колхоза имени III Интернационала села Арег Талинского района Армянской ССР. Под его руководством бригада начала участвовать в соревновании за звание бригады коммунистического труда. Он стал инициатором внедрения в работу бригады новаторских предложений и передового опыта. В 1959 году, в первый год семилетнего плана, тракторная бригада Никояна выполнила намеченный производственный план на 115 %, сэкономив 5 500 литров топлива. В результате бригада была удостоена звания бригады коммунистического труда.
В дальнейшем Ашот Никоян перешёл на работу мастером производственного обучения Октемберянского сельского профессионально-технического училища № 1 Армянской ССР. В течение своей трудовой деятельности Никоян передал свой опыт многим начинающим комбайнёрам. По итогам восьмой пятилетки он был награждён орденом Октябрьской Революции.
Ашот Аганикович Никоян также вёл активную общественную работу. Он избирался депутатом Верховного Совета Армянской ССР IV—V созывов. Никоян также был избран членом пленума Талинского районного комитета Коммунистической партии Армении. Был делегатом III Всесоюзного съезда колхозников, делегатом республиканских съездов колхозников.

## Награды
- Герой Социалистического Труда (Указ Президиума Верховного Совета СССР от 5 августа 1952 года, орден Ленина и медаль «Серп и Молот») — за получение высоких урожаев табака и достижение высоких показателей на уборке и обмолоте зерновых культур и семян трав в 1951 году при выполнении колхозами обязательных поставок и контрактации сельскохозяйственной продукции, натуроплаты за работу МТС и обеспеченности семенами всех культур для весеннего сева 1952 года[5].
- Орден Ленина (8.02.1944)[5].
- Орден Октябрьской Революции (8.04.1971)[5].
- Орден Трудового Красного Знамени (3.07.1951)[5].
- Медаль «За трудовую доблесть» (21.12.1953)[5].
- Медаль «За доблестный труд в Великой Отечественной войне» (6.06.1945)[5].
- Малая золотая медаль ВСХВ[3].